# Aeroport de Marràqueix–Menara
L'aeroport de Marràqueix-Menara (àrab: مطار مراكش المنارة, Maṭār Marrākux al-Manāra) (codi IATA: RAK, codi OACI: GMMX) és una instal·lació internacional que serveix la ciutat de Marràqueix, al Marroc. Rep alguns vols europeus així com vols des de Casablanca i algunes nacions del món àrab.
L'aeroport va atendre uns 3,1 milions de passatgers l'any 2008.

## Infraestructures

### Pista
La pista pavimentada és la 10/28 de 3.100 metres de llarg i 45 metres d'ample, i pot acollir a qualsevol classe d'avió.

### Classificació i equipament de navegació
L'aeroport està equipat d'un sistema d'aterratge ILS de categoria II i ofereix radio ajudes de navegació: VOR – DME – NDB.

### Altres instal·lacions
La plataforma d'aeronaus té un espai de 125.000 m² capaç d'acollir a catorze Boeing 737 i quatre Boeing 747.
La terminal de càrrega posseeix 340 m² d'espai.

## Tràfic i estadístiques
| Item            | 2008      | 2007      | 2006      | 2005      | 2004      | 2003      | 2002      |
| --------------- | --------- | --------- | --------- | --------- | --------- | --------- | --------- |
| Operacions      | 27.369    | 29.246    | 24.613    | 20.689    | 16.112    | 13.843    | 13.078    |
| Passatgers      | 3.100.495 | 3.050.916 | 2.648.742 | 2.195.899 | 1.667.267 | 1.368.281 | 1.349.363 |
| Càrrega (tones) | 1.425,47  | 1.555,07  | 1.307,99  | 2.000,40  | 2.286,86  | 2.092,99  | 2.197,70  |

## Destins

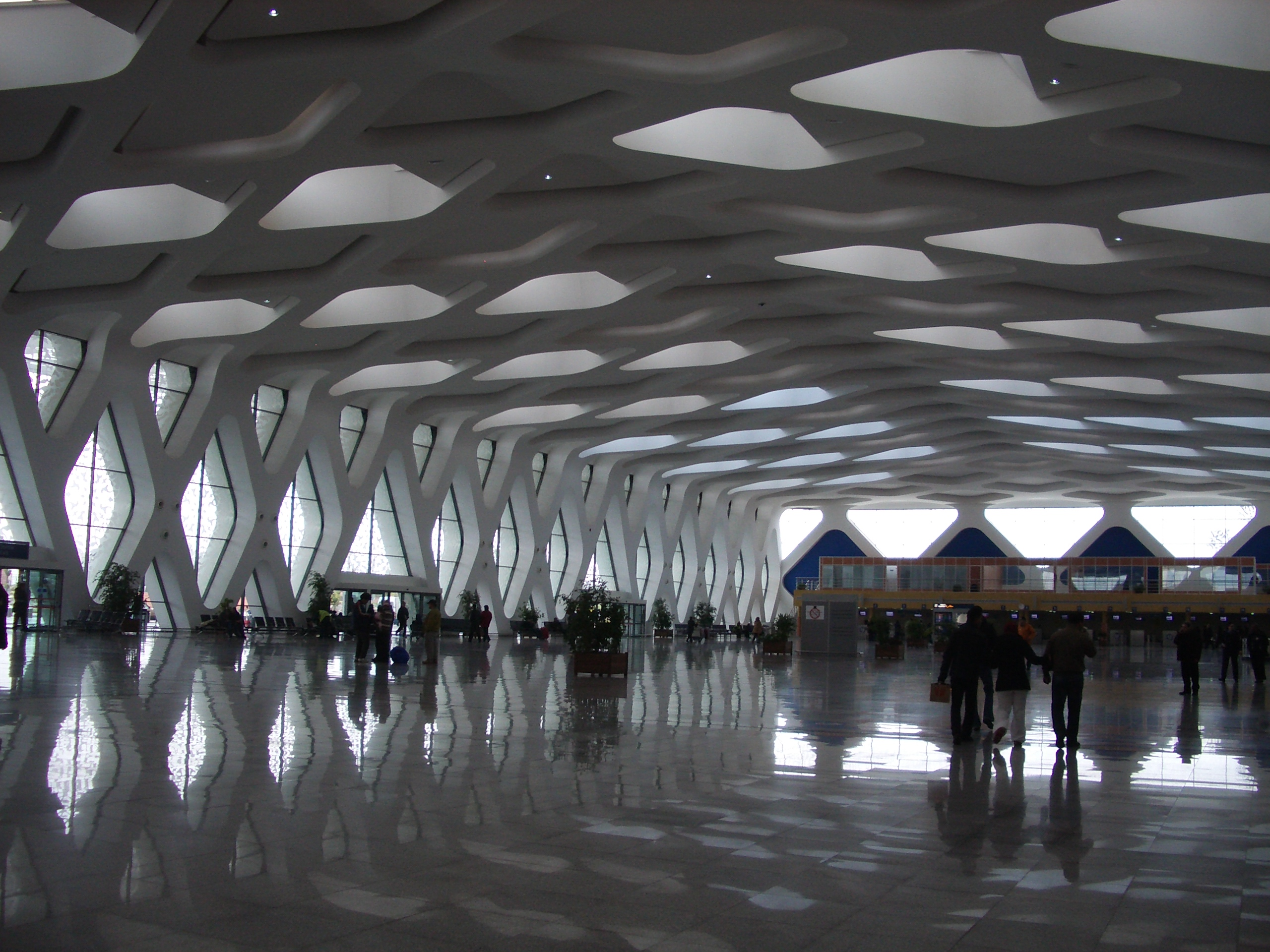
Terminal 1 : interior.

| Aerolínies                          | Destinacions |
| ----------------------------------- | --- |
| Adria Airways                       | Estacional charter: Ljubljana |
| Air France                          | Marsella, Tolosa de Llenguadoc |
| Atlasjet                            | Chárter: Estambul-Atatürk |
| Binter Canàrias                     | Gran Canària, Tenerife-Nord |
| British Airways                     | Londres-Gatwick |
| Brussels Airlines                   | Brussel·les |
| easyJet                             | Berlin-Schonefeld, Bordeus, Bristol, Londres-Gatwick, Londres-Stansted, Lió, Manchester, Milà-Malpensa, París-Charles de Gaulle, Tolosa de Llenguadoc Estacional: Niça |
| easyJet Switzerland                 | Basilea/Mulhouse, Ginebra |
| Edelweiss Air                       | Zuric |
| Europe Airpost                      | Estacional: Bordeus, Brest, Londres-Gatwick, Lió, Marsella, París-Orly, Pau, Tolosa de Llenguadoc |
| Germania                            | Estacional: Hamburg |
| Germanwings                         | Colonia/Bonn |
| Iberia operat per Air Nostrum       | Madrid-Barajas, Bilbao, València (A partir del 22 de juny de 2015) |
| Jet2.com                            | Leeds/Bradford, Newcastle upon Tyne |
| Jetairfly                           | Agadir, Brussel·les, Bordeus, Lió, Marsella, Milà-Malpensa, Nantes, Niça, París-Orly, Tolosa de Llenguadoc Estacional: Deauville, Brest Chárter: Metz–Nancy |
| Luxair                              | Agadir, Luxemburg |
| Norwegian Air Shuttle               | Copenhague, Oslo-Gardermoen, Estocolm-Arlanda |
| Royal Air Maroc                     | Barcelona, Brussel·les, Bordeus, Casablanca, Ginebra (retoma el 28 de setembre de 2014), Lille, Londres-Gatwick, Lió, Madrid-Barajas, Marsella, Milà-Malpensa, Múnich, Nantes, Niça, París-Orly, Estrasburg, Tanger, Tolosa de Llenguadoc                                     |
| Royal Air Maroc Express             | Casablanca Estacional: Lisboa, Tan-Tan |
| Ryanair                             | Beauvais, Bergamo-Orio al Serio, Bolonia, Bremen, Brístol, Charleroi, Midlands Orientales, Edimburgo, Gerona, Frankfurt am Main, Londres-Luton, Londres-Stansted, Madrid-Barajas, Oporto, Pisa, Roma-Ciampino, Sevilla, València, Düsseldorf-Weeze Estacional: Marsella, Reus |
| Swiss International Air Lines       | Ginebra |
| TAP Portugal operado por Portugalia | Lisboa |
| Thomson Airways                     | Londres-Gatwick, Manchester |
| Transavia.com                       | Agadir, Amsterdam, Rótterdam |
| Transavia.com France                | Lille, Lió, Nantes, París-Orly, Estrasburgo |
| Vueling Airlines                    | Barcelona Estacional: Bilbao |
| XL Airways France                   | Estacional: Lille |